# Vendémiaire (sous-marin)
Pour les articles homonymes, voir Vendémiaire (homonymie).
Le Vendémiaire était un sous-marin français du début du XXe siècle. Il était le dernier construit des neuf unités de la classe Pluviôse.

## Le navire
Il est construit dans l'arsenal de Cherbourg et lancé le 7 juillet 1910.
Son équipage se composait de 24 hommes.

## Le naufrage
Début juin 1912, un important exercice militaire est organisé.
Plusieurs bâtiments de surface de la 3e escadre (six cuirassés et trois croiseurs) ont appareillé de Brest le 7 juin au soir pour faire route vers la pointe du Cotentin.
La mission des sous-marins de l'escadrille de Cherbourg, le Vendémiaire, le Messidor et le Floréal, est de simuler une attaque des bâtiments de surface le lendemain matin.
Aux aurores, les sous-marins sont en position et attendent l'escadre. Naviguant en plongée, les sous-marins chassent leurs cibles pour simuler un tir de torpille. Le Vendémiaire prend pour cible le cuirassé Saint-Louis (classe Charlemagne) en essayant de se placer de manière à faire but à la première torpille. Pour une raison inconnue, le sous-marin remonte à l'immersion périscopique et se retrouve en plein sur la route du Saint-Louis naviguant à sa vitesse maximum. Ce dernier ne peut éviter le choc et le Vendémiaire se retrouve alors éperonné par la coque blindée du cuirassé. Le sous-marin coule en quelques secondes.
La profondeur ainsi que les courants et vents violents dans ce secteur, empêchent toute tentative de sauvetage. Les vingt-quatre marins de l'équipage trouvent alors la mort.

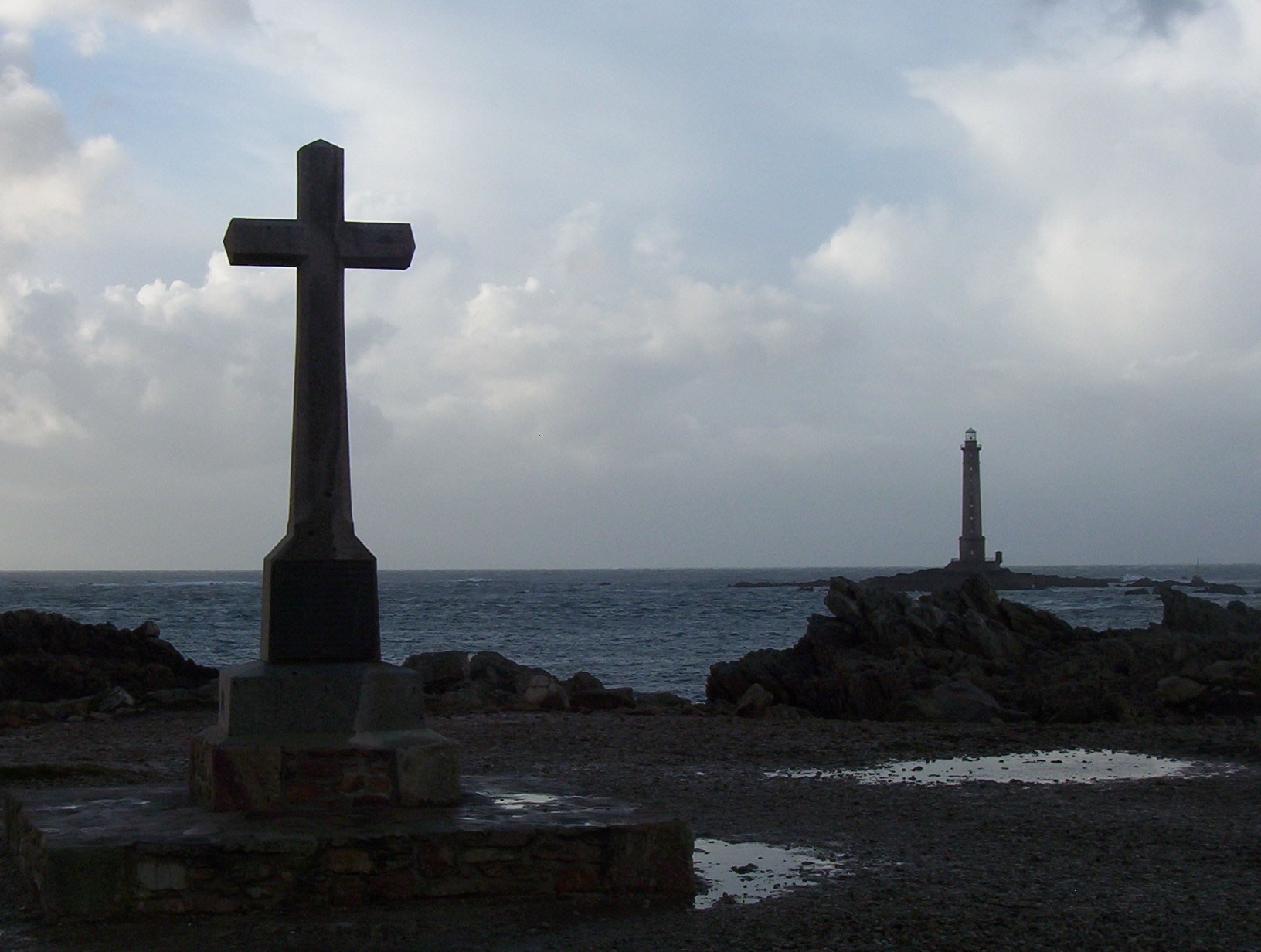
Croix commémorant le naufrage du Vendémiaire face au phare de La Hague

## Liste de l'équipage
Étaient présents le 8 juin 1912 à bord du Vendémiaire lors du naufrage :
- Lieutenant de vaisseau PRIOUL Maurice (Commandant),
- Enseigne de vaisseau AUDIC (Officier en second),
- Premier maître mécanicien LEPERF Joseph,
- Second maître électricien CORNE François,
- Second maître mécanicien JUGUIN Charles,
- Second maître mécanicien LALLEMENT Nicolas,
- Quartier-maître torpilleur ANTOINE Marcel,
- Quartier-maître mécanicien BELLIARD Alfred,
- Matelot mécanicien BISSAUD Paul,
- Matelot torpilleur CHEVRY Marcel,
- Quartier-maître mécanicien CLOQUETTE Louis,
- Quartier-maître mécanicien DELOUCHE Alfred,
- Quartier-maître torpilleur DESMEDT Aimé,
- Quartier-maître timonier DESPRES Joseph,
- Matelot électricien HOUARD Joseph,
- Quartier-maître électricien LEMEUR Albert,
- Quartier-maître électricien LOZAC'H Jean-Marie,
- Quartier-maître mécanicien MATELOT Edmond,
- Quartier-maître manœuvrier NICOL Jean-François,
- Quartier-maître électricien NICOLAS Jean,
- Matelot électricien PATARD Marcel,
- Quartier-maître pilote de la flotte SALMON Théophile,
- Quartier-maître électricien SENECHAL François,
- Quartier-maître mécanicien SIMON Emmanuel.

Seul le quartier-maître Job CAUGAN échappe au naufrage, ayant été consigné à terre avant l'exercice pour une mission de ravitaillement.

## Position de l'épave
La localisation exacte de l'épave est restée approximative pendant plus de cent ans mais toutefois indiquée sur les cartes du Shom
En 2014, le chasseur d'épave normand, Bertrand Sciboz en avait estimé sa position à 120 m dans le Nord Est de la position donnée par le Shom, et réalisé les premières recherches tout en incluant l'histoire de l'épave dans les chroniques diffusées dès 2010 sur le réseau France Bleu , puis, en 2016, il s'associe avec un plongeur belge, pour monter le projet "Expédition Vendémiaire" dont le but est la recherche du sous-marin Vendémiaire perdu dans la Manche en 1912. Toutefois il se heurte rapidement à l'administration dont le Drasm qui empêche toute recherche sous-marine dans les eaux françaises.
Le 9 août 2016, l’épave est finalement découverte par une équipe de quatre plongeurs amateurs d'Omonville-la-Rogue, qui sont intervenus sans autorisation, à 2 kilomètres des localisations présumées, et à 9 kilomètres du Cap de la Hague. Elle gît par environ 70 mètres de fond en plein milieu du Raz Blanchard. Posée sur sa quille et légèrement inclinée sur tribord, l'épave est en un seul morceau et dans un plutôt bon état de conservation.
L'épave est une sépulture marine. Pour la protéger d'éventuelles dégradations, pillages, mais aussi pour éviter des accidents dans cette zone dangereuse aux forts courants, une interdiction de mouillage de bateaux  et de plongée a été prise par la préfecture maritime de la Manche et la mer du Nord en août 2016.
Position de l'épave : 49° 45,95′ N, 2° 02,85′ O
En juillet 2017, le DRASSM envoie sur place son navire d'exploration, l'André Malraux pour réaliser de meilleures images de l'épave.
La brèche causée par la collision avec le cuirassé Saint-Louis est nettement visible sur l'avant du kiosque, ce qui permet aisément de visualiser l’intérieur du Vendémiaire.